# Linha Martigny-Châtelard

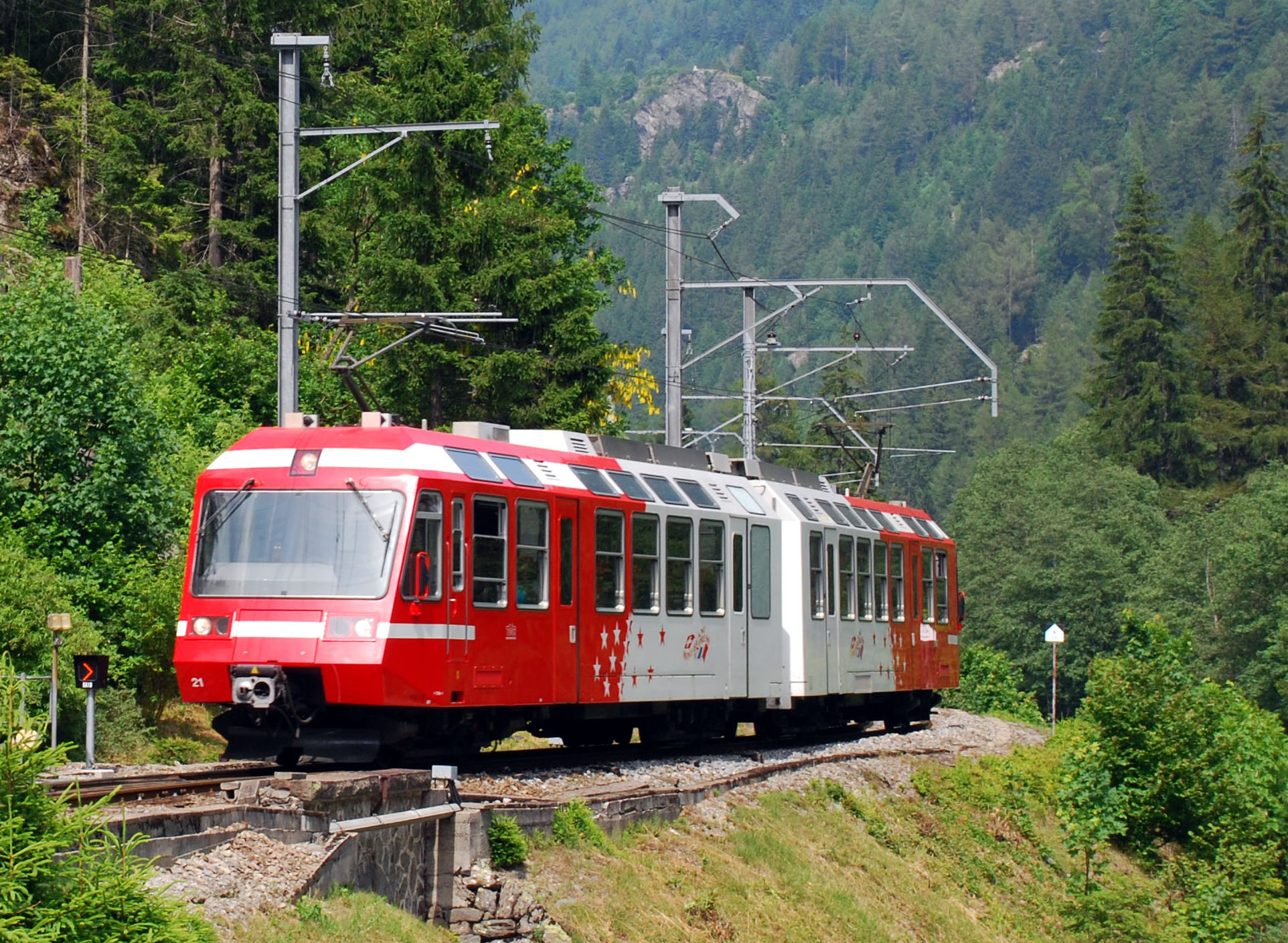
Chegada a Châtelard

A Linha Martigny-Châtelard faz parte da companhia  Suíça , Transportes de Martigny e Região que além desta também explora a Linha Martigny–Orsières

## História
A  Martigny-Orsières (MO) servia desde 1910 o vale de Entremont, enquanto a Martigny-Châtelard (MC) servia o Val de Trient, e em 1990, os conselhos administrativos destas companhias decidiram  confiar os destinos das companhias a uma direcção comum, mas mantendo cada uma o estatuto de sociedade independente. Foi nessa altura que se decidiu também dar novos nomes às linhas ferroviárias pelo que a MC se chama agora Expresso Monte Blanco, e a MO do Expresso São Bernardo que serve a estação de esqui de Verbier.

## Martigny-Châtelard
A linha Martigny-Châtelard é uma linha electrificada, de bitola métrica, com 18 km e que liga Martigny  Valais  com a localidade de Le Châtelard na fronteira com a  França. A parti dessa localidade a linha continua com a linha de Saint-Gervais-les-Bains-Le Fayet  a Vallorcine.

## História
A partir de 1890, diversos projectos de ligação com Chamonix são estudados e quando se soube que  a companhia de caminhos de ferro Paris-Lyon-Mediterrâneo (PLM) estudava uma ferrovia entre Chamonix e Le Fayet, foi lhes foi proposto um prolongação até Argentière enquanto a Suíça construiria a linha desde Martigny até à fronteira em Châtelard.
A 18 de Agosto de 1906 é inaugurada a secção Martigny - Le Châtelard, e o eléctrico que faz a ligação Martigny com  Martigny-Gare abre a  24 de Outubro. A 1 de Julho de 1908, é secção Le Châtelard - Vallorcine assim como a Argentière - Vallorcine da linha do  PLM que são abertas à exploração.

## Características
Mesmo se o desnível atinge por vezes  70 mm/m  só uma pequena porção  utilizou a cremalheira com sistema Strub.
- Comprimento 19 km
- Bitola métrica (1,000m)
- 25 curvas  de 60 m o que limita a velocidade a 37 km/h
- 2.5 km com cremalheira
- um túnel helicoidal
- 13 galarias para-avalanche
- três grandes viadutos
  - Viaduto do Triège com um arco de 35,4 m para uma altura de  43 m
  - Viaduto de Torrents com um arco de 35. 4 m
  - Viaduto da Scierie perto do Châtelard, com seis arcos d 10 m e desnível de 40 mm/m.

## Imagens

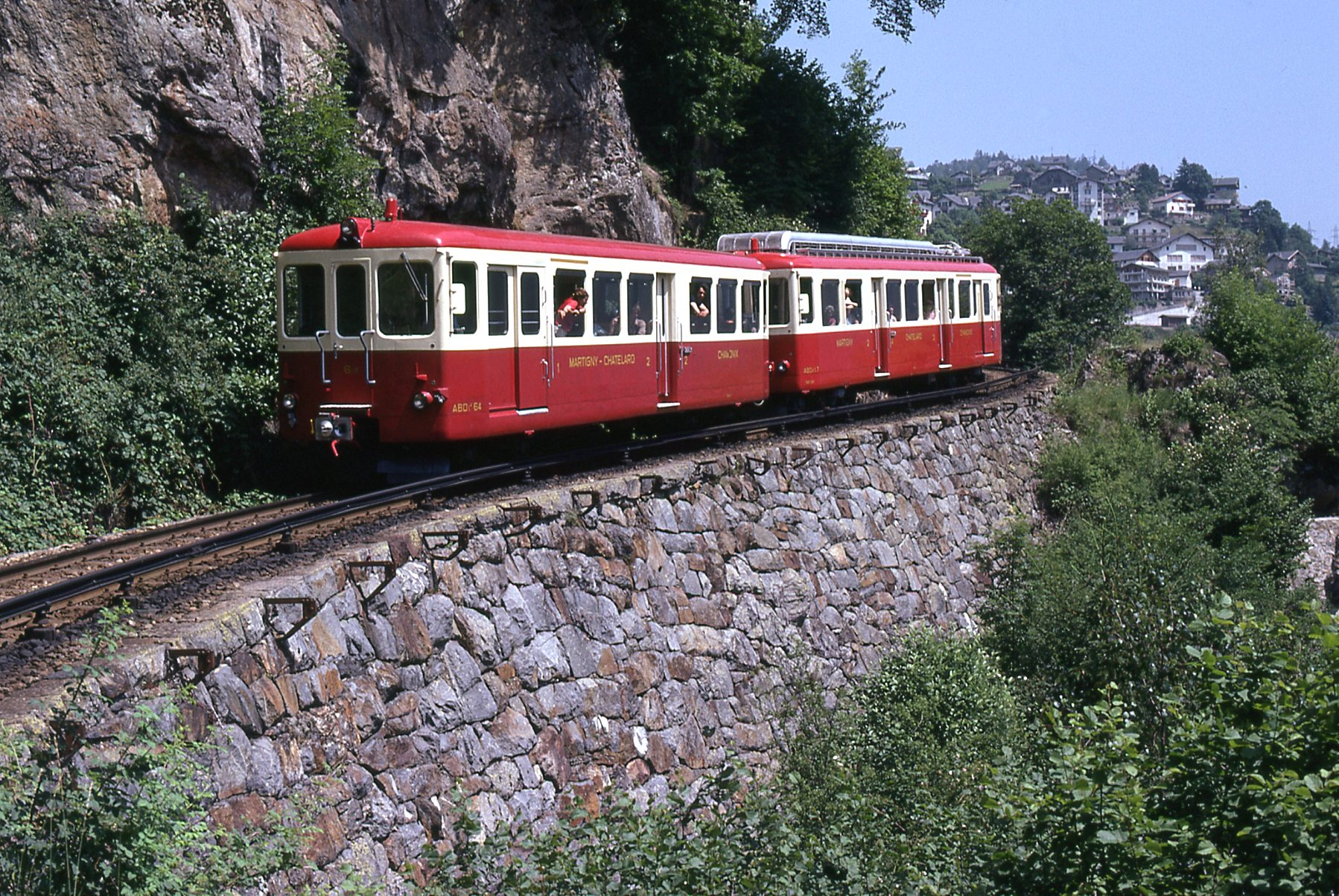
Entre 1957-1963
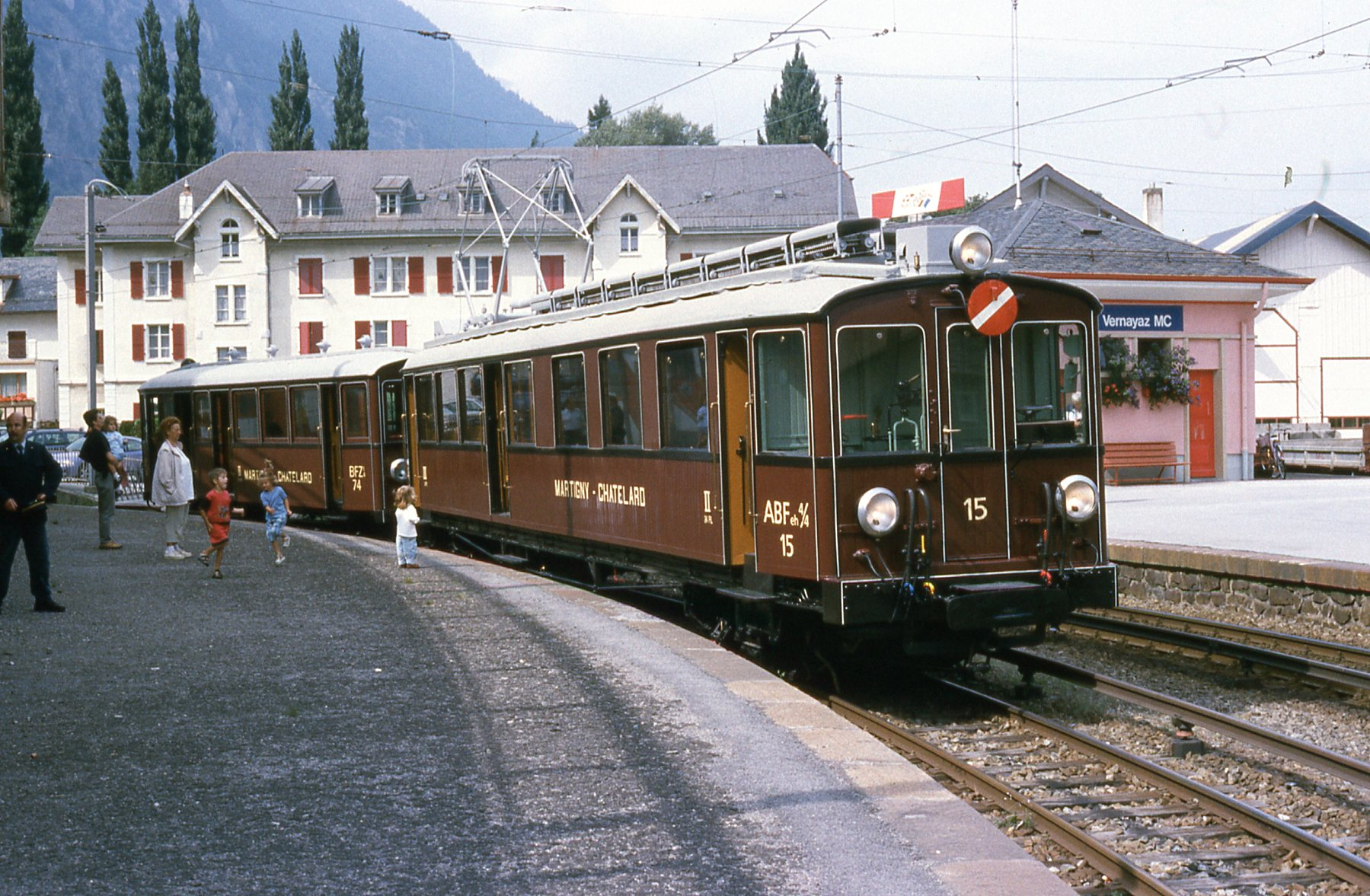
Automotora N. 15
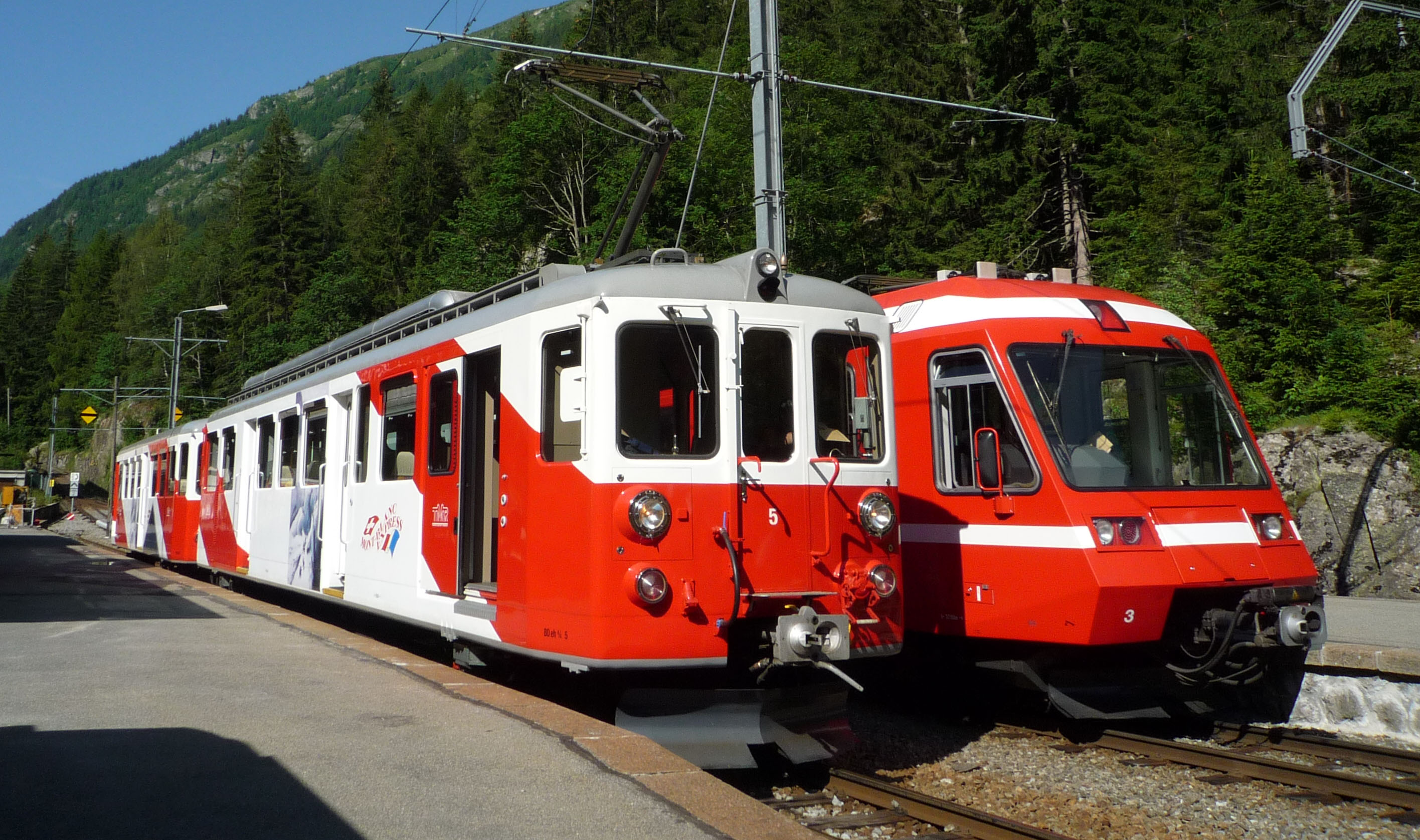
Duas gerações no Châtelard, BDeh e Z800
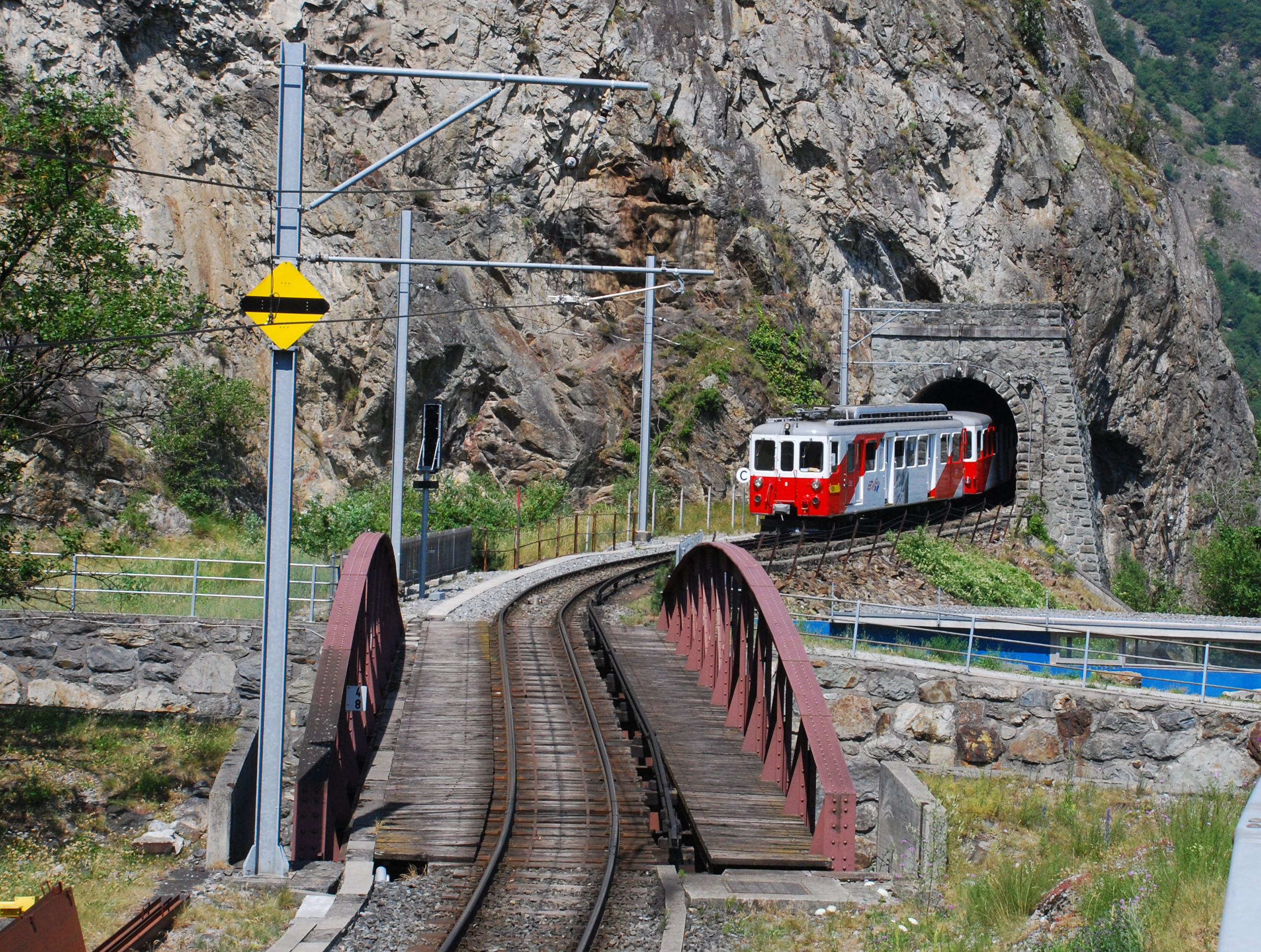
Ponte sobre o Trient em Vernayaz
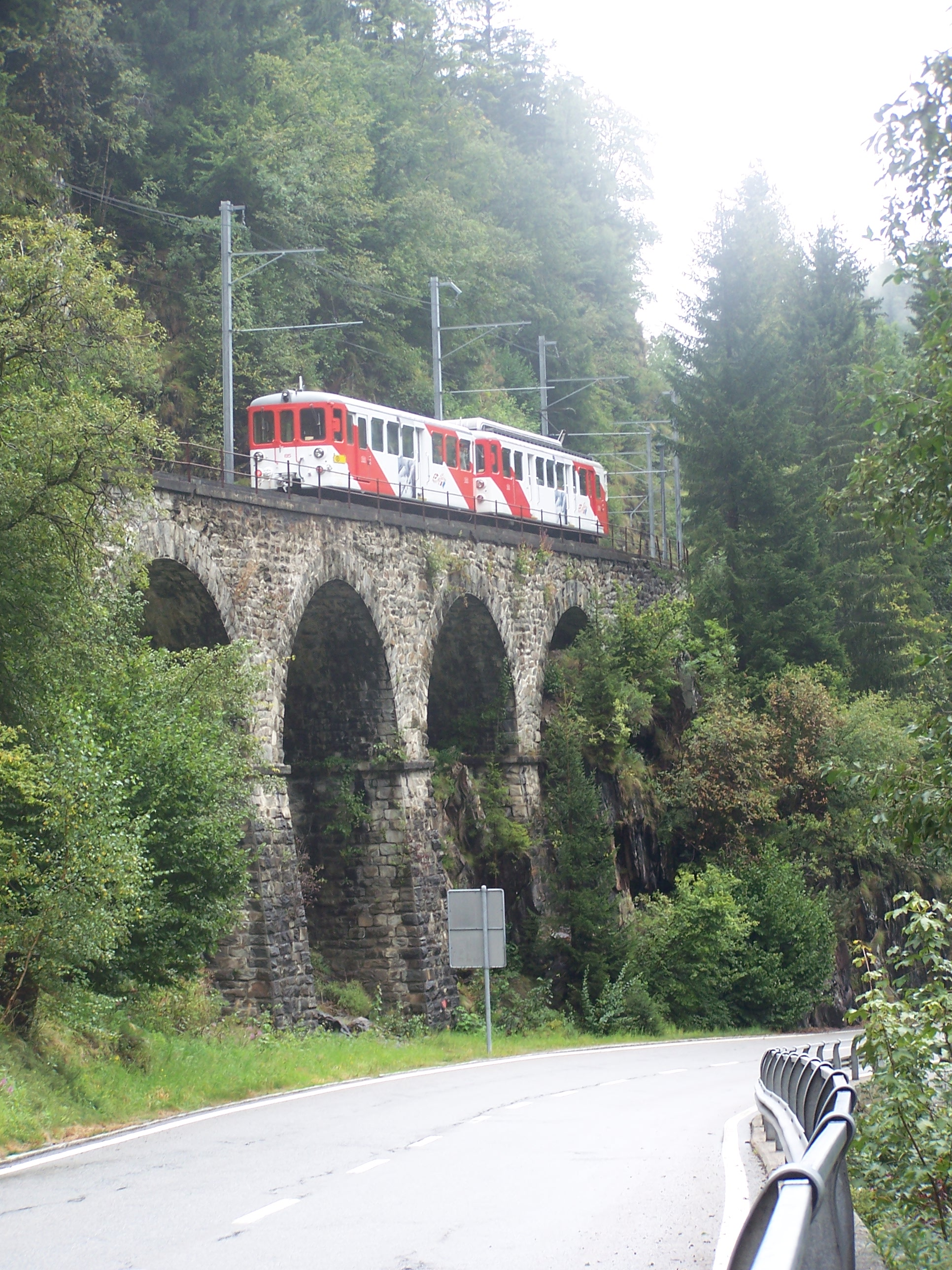
Viaduto da Scierie
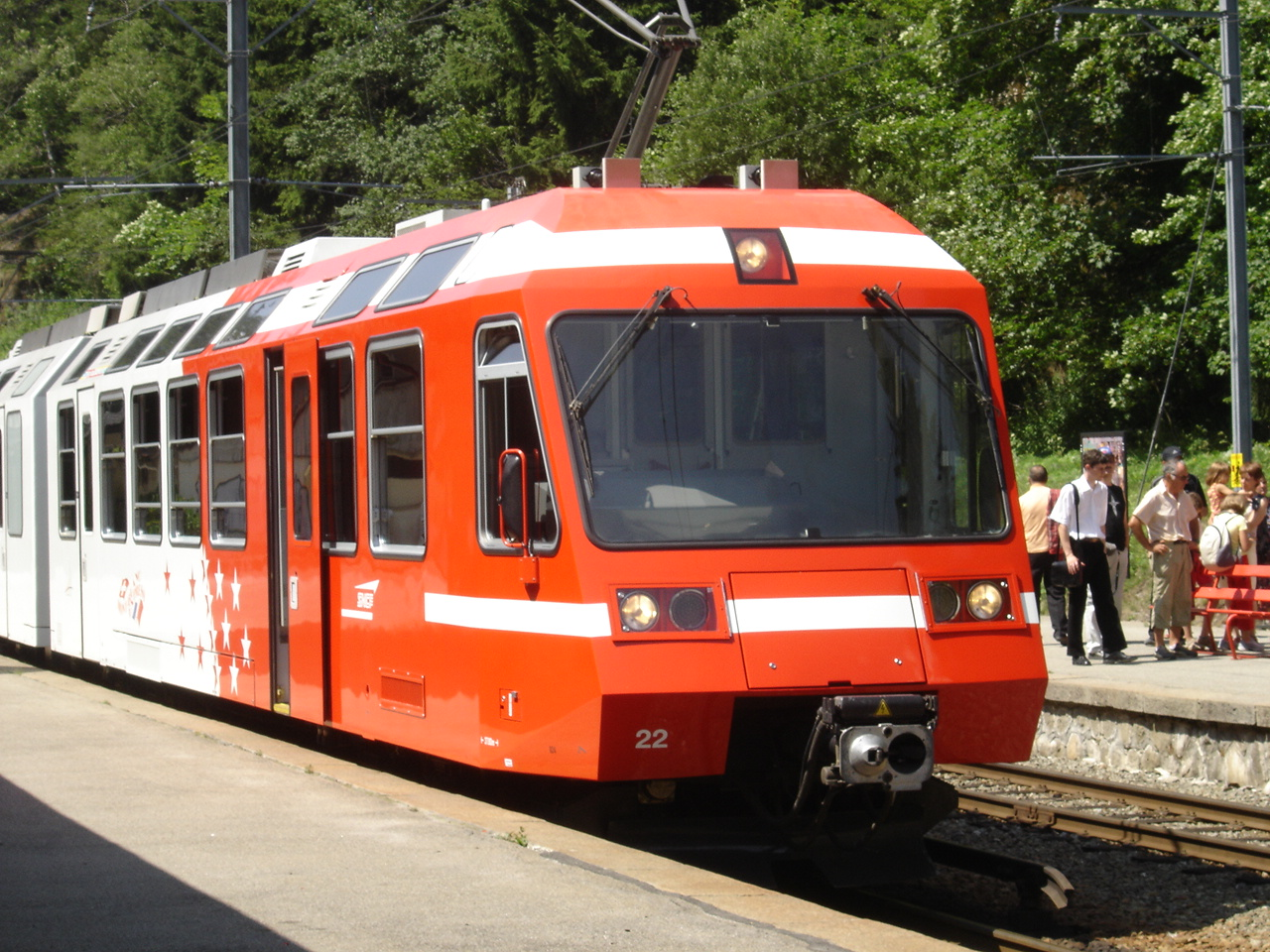
Z 822